# 大名 (称谓)
大名（日语：／ Daimyō）是日本幕藩體制中對一個較大地域領主的稱呼，由名主一詞轉變而來。
日本建立統一的國家武裝力量以前，土地或莊園的領主為了保護自家產業，大多擁有自己的武力，以武士為骨幹。名主（なぬし）是東日本土地或莊園的領主，西日本則稱為庄屋（しょうや），东北及北陆地区則稱為肝煎（きもいり）。武力較強、領地達到十數村、甚至管轄一整個令制國的領主就是大名主（或大庄屋、大肝煎），簡稱「大名」；有些勢力範圍廣達數個令制國的大名又被稱做大大名，否則即為小名；全部大小領主可以合稱為大小名。
日本各時代對大名的資格定義不盡相同：平安末、鎌倉時代是指眾多「名田」 (みょうでん) 所有之「大名主」 (だいみょうしゅ)；鎌倉時代為大領主「家の子」、「郎等」(ろうどう) 及底下有力武士；戰國時代為諸國支配之戰國大名；江戶時代為將軍直屬1萬石以上的武家及親藩、譜代、外様以及國持、准國持、城主、城主格的武家。

## 發音演變
室町時代辭書《節用集》收錄了（Taimei）與（Daimyou）兩種發音，前者所指的是守護、大領主之意，而後者是指有錢人。在日本戰國時代，對大領主仍以稱呼較多。17世紀初期，《日葡辭書》依舊收錄了兩種唸法，不過在語義上已無明確區別，兩者都是大領主的意思；直到經過江戶時代，才統一以稱呼大領主。

## 歷史

### 室町時代
在室町時代，大名是由幕府任命，又稱為「守護大名」。他們在經濟上掌控一個到數個分國的莊園與公領，以擴大守護領國的勢力。對於地方武士（「國人」），大名對他們支配能力則有限。大名掌握領地過大時，會任命家臣為「守護代」協助掌管部份分國。

### 戰國時代
在戰國時代，無須幕府任命，只要支配數郡到數國勢力，能穩固支配國人者，且為城主格以上，就是戰國大名，御家人出身的則為守護大名。戰國時代的大名一般被稱為「戰國大名」，出身背景以守護、守護代、國人和平民四種為主。

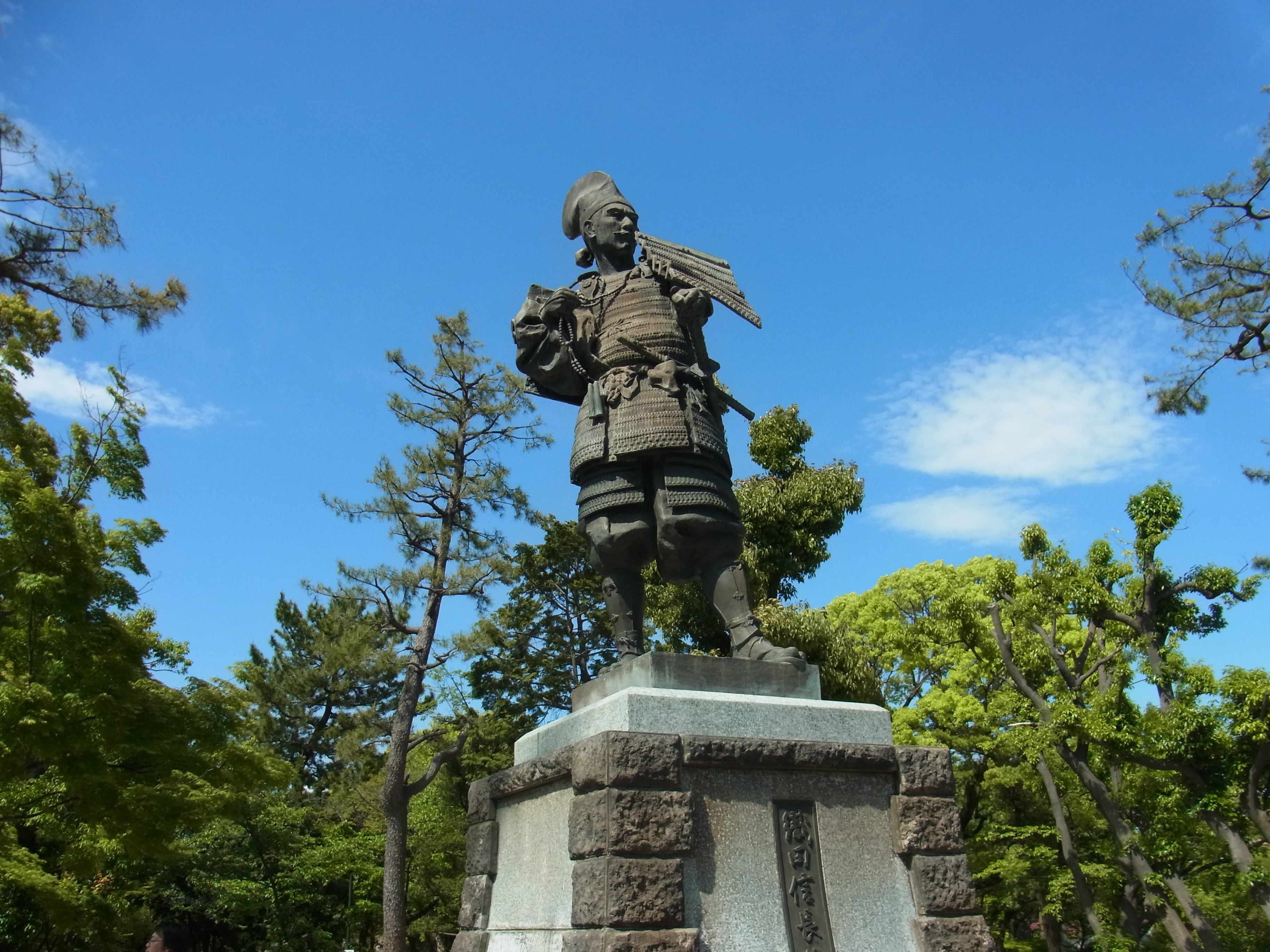
戰國三英傑之一的織田信長
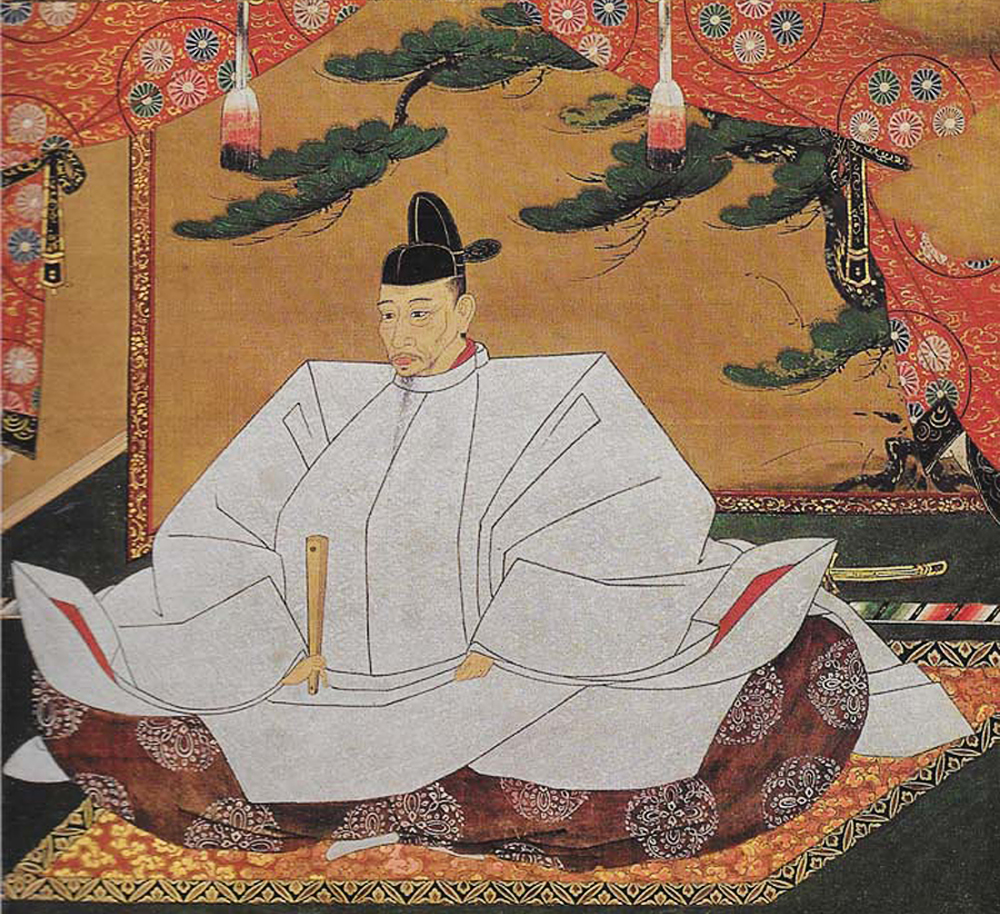
戰國三英傑之一的豐臣秀吉

### 江戶時代
在江戶時代，初期的武家諸法度規範「5萬石以上石高的城主為大名」「5萬石未滿陣屋領主為小名」，將軍直屬知行一萬石以上者便稱為大名；當時全日本有超過270家大名，在江戶幕府的統治體制下分為親藩、譜代、外樣三類。吉井藩（上野）的鷹司松平左兵衛督領有表高一萬石，轄六個村，石高僅1,878石，是已知大名中石高最低的大名，石高最高的為金沢藩（加賀）的松平加賀宰相(前田家)的1,336,093石，轄2,363個村。表高最低的大名是成羽藩（備後）山崎志摩守 和田原本藩（大和）平野遠江守，表高都只有五千石。 

#### 親藩大名

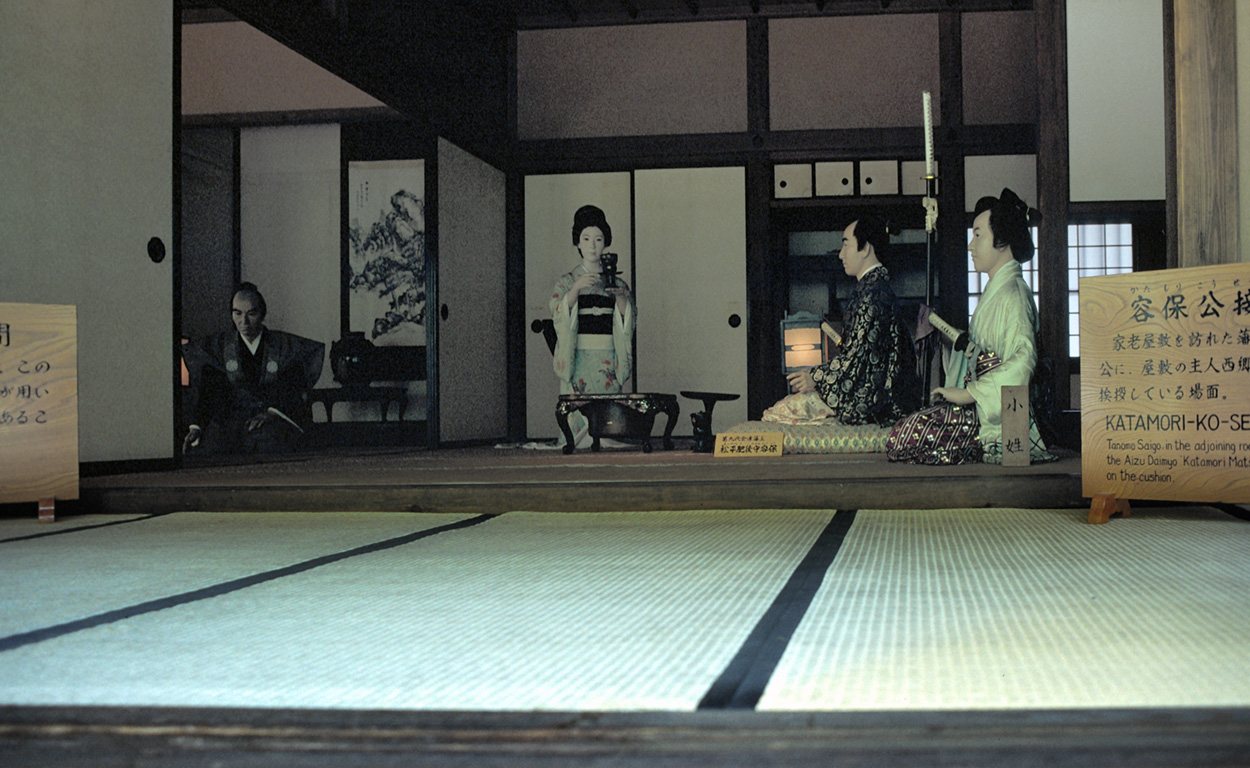
松平容保大名參拜圖

親藩大名是與德川家有血緣關係的藩領，在這之中有著御三家之稱的尾張、紀伊、水戶藩最為重要。御三家制度由德川家康所创，其义在于当将军家没有后继者之时，以水户家作为大名继承人产生的监督，而继承人则在紀伊、尾张两家产生。在初代将军德川家康生前创设御三家之后，第8代将军德川吉宗时又让自己的次子德川宗武创设了田安家、四子德川宗尹则创设了一桥家，之后的第9代将军德川家重又让次子德川重好成立清水家，此后即确立了御三卿的体制，其家格仅次于御三家。

#### 譜代大名
即世襲的大名世家，是指在1600年的關原之戰以前一直追隨德川家康的大將。譜代大名地位僅次於親藩大名，大多位居幕府要職，在社會上有一定的地位、有權力，俸祿卻很少，如本多正信、大久保忠鄰等。德川家康設計幕政必須完全由親藩和譜代大名參與，外樣大名不得參與。

#### 外樣大名
外樣大名則是在關原之戰被迫臣服的大名，他們有的擁有雄厚實力，如加賀藩的前田利長有一百二十萬石領地、薩摩藩的島津忠恆有七十七萬石領地、仙台藩的伊達政宗有六十二萬五千石領地，三者皆外樣大名而又是全國領地最多的諸侯，不過，卻沒有親藩或譜代大名的權力，又常被幕府監控，即使有心要反抗德川家，也無法成事。因為外樣大名的領土多在偏僻的外邊，在鎖國時期反而最容易跟外國勢力結合，成為倒幕的主要動力。

## 註腳
1. ↑  三訂版,世界大百科事典内言及, 百科事典マイペディア,ブリタニカ国際大百科事典 小項目事典,日本大百科全書(ニッポニカ),デジタル大辞泉,防府市歴史用語集,旺文社日本史事典. . コトバンク.   [2022-02-28]. （原始内容存档于2022-05-09） （日语）.
2. ↑  參考：（日語）大名[永久]的涵義與說明，2007年12月1日造訪。